# Algemene begraafplaats Gilzerbaan
De Algemene begraafplaats Gilzerbaan is een begraafplaats aan de Gilzerbaan (bij de kruising met de Baronielaan) in de Nederlandse plaats Tilburg, direct naast protestantse begraafplaats Vredehof.
Op de begraafplaats ligt een Brits ereveld met 76 doden uit de Tweede Wereldoorlog, afkomstig uit landen van het Gemenebest.
Bijna alle andere graven zijn in 2007 geruimd.
Op de begraafplaats staat een herdenkingskruis (Cross of Sacrifice) naar ontwerp van Sir Reginald Blomfield.
Het is uitgevoerd in natuursteen, en er is een bronzen zwaard op aangebracht.
De Commonwealth War Graves Commission is verantwoordelijk voor de geallieerde graven; eigenaar van de begraafplaats is de gemeente Tilburg.

## Historie
De gemeente Tilburg kocht in 1929 grond aan de Gilzerbaan die moest gaan dienen als begraafplaats, ter vervanging van die aan de Oisterwijksebaan.
Een deel van de grond werd gereserveerd voor de protestantse geloofsgemeenschappen in Tilburg.
In 1930 werden derhalve twee begraafplaatsen in gebruik genomen: de algemene, en de naastgelegen protestantse begraafplaats Vredehof.
Tijdens de Tweede Wereldoorlog werden Duitse gesneuvelden op Vredehof, en geallieerden op Gilzerbaan begraven.
In 1950 vroeg en kreeg de toenmalige Imperial War Graves Commission toestemming voor permanente aanleg van de graven van het Gemenebest.
De benodigde grond werd door de gemeente ter beschikking gesteld.
In 1954 zijn de Duitse doden overgebracht naar de Duitse militaire begraafplaats in Ysselsteyn; ook van de geallieerden (m.n. Amerikaanse) is een deel elders herbegraven, o.a. op de Amerikaanse begraafplaats in Margraten.
Na de opening van de centrale begraafplaats aan de Hoflaan / Kruidenlaan hebben er op Gilzerbaan geen begravingen meer plaatsgevonden.
In 2007 werden 250 burgergraven geruimd, waaronder twee slachtoffers van de pokkenepidemie uit 1951, begraven in loden kisten.
De graven van de geallieerde militairen bleven, zoals dat van Jindřich Svoboda, evenals dat van vakbondsman Bart van Pelt.